# Cresyl
 (mars 2025).
Si vous disposez d'ouvrages ou d'articles de référence ou si vous connaissez des sites web de qualité traitant du thème abordé ici, merci de compléter l'article en donnant les références utiles à sa vérifiabilité et en les liant à la section « Notes et références ».
Le Cresyl est connu depuis longtemps comme puissant désinfectant à base de crésol. Cresyl est un nom de marque utilisé aujourd'hui tel quel ou sous diverses variantes par plusieurs fabricants et propriété de la société PROVEN ORAPI, du groupe Orapi.

## Historique
Jusque dans les années 1970, en milieu domestique, on désinfectait couramment au Cresyl les toilettes, les cuisines, etc. ; celui-ci se présentait sous forme d'un liquide brun clair — ou quelquefois de granules — qu'on déversait directement sur la zone à désinfecter. Le Cresyl dégageait une odeur particulière autrefois familière des toilettes publiques.
Les formulations ont évolué. C'est aujourd'hui un puissant bactéricide, fongicide, pesticide et désherbant utilisé surtout en milieu agricole pour nettoyer les poulaillers, les clapiers, le matériel d'élevage et de transport des animaux domestiques.

## Composition
À la suite des interdictions portant sur divers constituants, la composition du Cresyl varie notablement selon le fabricant. On trouve par exemple les compositions suivantes parmi quelques spécialités qui ont été ou sont vendues en France :
| Nom                                                | Fabricant       | Composé                                                         | Pourcentage                 |
| -------------------------------------------------- | --------------- | --------------------------------------------------------------- | --------------------------- |
| CRESYL LE VRAI                                     | NEODIS          | Xylénols Phénols Crésol Para isopropyl phenol                   | 14,0 % 12,35 % 1,35 % 0,3 % |
| CRESYL SUPER CONCENTRE                             | SPADO LASSAILLY | Chloro-4-methyl-3-phenol 2-benzyl 4 chlorophenol                | 9,9 % 4,95 %                |
| CRESYL + (Interdit depuis 2004)                    | SPADO LASSAILLY | 3 methyl 4 chlorophenol Phenyl 2 phenol 2-benzyl 4 chlorophenol | 5,12 % 4,1 % 1,02 %         |
| CRESYL COOPER (Interdit depuis 2006)               | SPADO LASSAILLY | Para chloro meta cresol                                         | 16,0 %                      |
| CRESYL 12 (Formulation identique à Cresyl le vrai) | SPADO LASSAILLY | Xylénols Phénols Cresol Para isopropyl phenol                   | 14,0 % 12,35 % 1,35 % 0,3 % |

BASF utilise aussi la marque Cresyl pour un taupicide.

## Précautions d'emploi
Ces désinfectants sont de puissants agents chimiques qui nécessitent de sérieuses précautions quant à leur utilisation (protections personnelles) et quant à l'évacuation des effluents (pollution chimique des eaux d'égout ; pollution de la nappe phréatique ; pollution des cours d'eau). Voir à ce sujet les spécifications détaillées du ministère de l'Agriculture.